# 조선중앙동물원

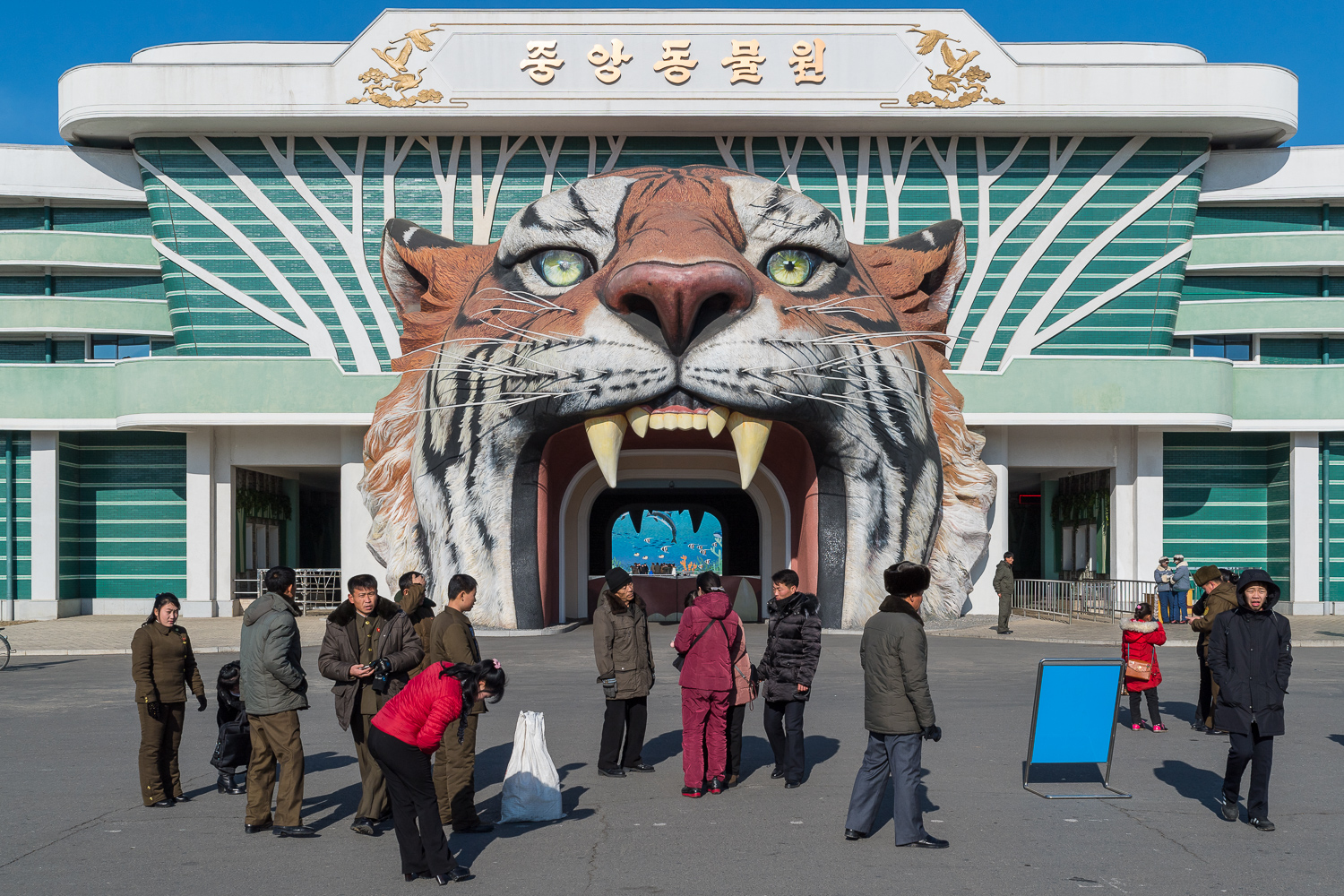
조선중앙동물원 전경.

조선중앙동물원(朝鮮中央動物園, Korea Central Zoo)은 조선민주주의인민공화국의 수도 평양시의 대성산의 산기슭에 위치하고 있는 동물원으로, 1959년 4월에 개장하였다. 약 2,700,000 평방미터의 면적의 동물원에는 총 400여 종의 4000여 마리의 동물을 사육하고 있으며, 총 면적에 포함되지 않은 1200m³에 달하는 수족관에는 약 120여 종의 관상어를 기르고 있다. 조선중앙동물원은 조선민주주의인민공화국에서 제일 큰 동물원이다. 평양8경의 하나인 대성산기슭에 자라잡고있다.조선민주주의인민공화국의 영향력이 아프리카를 휩쓸때 수많은 희귀동물들을 사육하게 됐다.

## 같이 보기
- 조선중앙식물원